# ビヨルン・ヨハンセン
ビヨルン・ヨハンセン（Bjørn Maars Johnsen、1991年11月6日 - ）は、ノルウェーのサッカー選手。ノルウェー代表。SCカンブール所属。ポジションはFW。
Kリーグ時代の登録名はビヨンジョンソン（ハングル: 비욘존슨）。

## クラブ経歴

### ユース経歴
アメリカ合衆国・ニューヨーク生まれ。父親はノルウェー人、母親はアメリカ人。高校卒業まではアメリカでプレーし、アメリカでは数多くのタイトルを獲得した。高校卒業後は父親の母国であるノルウェーに渡り、ヴォレレンガ・フォトバルの下部組織に入団。

### プロ経歴
2011年、ノルウェー3部のFKトンスベルグに入団するも1年で退団し、スペイン4部のアンテケーラCF、CDアトレティコ・バレアレスでプレーする。
2014年、ポルトガル3部のロウレターノDCで活躍すると、翌年にはポルトガル2部のアトレティコCPに加入。8月には月間最優秀賞を獲得するなどの活躍を見せた。
2015年、ブルガリアのリテックス・ロヴェチに移籍し、2016年にはスコットランドのハーツに移籍。
2017年、オランダ・エールディヴィジのADOデン・ハーグに移籍すると、加入1年目にして34試合19得点の活躍を見せ、翌年にはAZアルクマールに完全移籍。しかし、昨シーズンの活躍とは一転して、AZでは6得点で終わり、わずか1シーズンでローゼンボリBKへ期限付き移籍で放出される。
2020年、Kリーグ1・蔚山現代FCに完全移籍。移籍金は100万ユーロ（約1億3000万円）の3年契約。AFCチャンピオンズリーグ2020では準決勝のヴィッセル神戸戦での同点ゴールを含む5ゴール（大会得点ランキング3位）を決め、蔚山現代のアジア制覇に貢献した。
2021年、MLSのCFモントリオールに完全移籍。

## 代表経歴
- 2017年 - ノルウェー代表（16試合5得点）
  - 2018 FIFAワールドカップ・ヨーロッパ予選（2017年）
  - UEFAネーションズリーグ2018-19（2018年）
  - UEFA EURO 2020予選（2019年）

## タイトル
蔚山現代FC
- AFCチャンピオンズリーグ：1回　(2020)